# Bitwa na wzgórzu Majuba
Bitwa na wzgórzu Majuba – starcie zbrojne, które miało miejsce 27 lutego 1881 roku pomiędzy Brytyjczykami a Burami w trakcie trwania I wojny burskiej, zakończone ciężką klęską armii brytyjskiej.

## Przebieg bitwy
Oddział 550 Brytyjczyków dowodzonych przez George Colleya zamierzał zdobyć ponad 200-metrowy szczyt Majuba Hill w celach obserwacji obozu Burów, których w obozie pod szczytem było około 1200.
Historycy nie rozstrzygnęli do dzisiaj, czy wpływ na decyzję o zajęciu wzgórza miały osobiste uwarunkowania związane z gen. Colleyem. Dowódca ten w walce z Burami poniósł 2 klęski, przez co rząd brytyjski zadecydował o odebraniu mu dowództwa (miał zachować cywilne stanowisko gubernatora Kraju Przylądkowego); możliwe zatem jest, że dążył on do odniesienia przed przybyciem następcy choćby symbolicznego sukcesu.
Wzgórze zostało zajęte w nocy. Rano okazało się, że obsadzono tylko część wzgórza, ponieważ w ciemnościach Brytyjczycy pomylili grań biegnącą przez środek wzgórza z północnym zboczem. Po stwierdzeniu pomyłki dowódca Brytyjczyków nie zdecydował się na przesunięcie całości wojska, tylko posłał mniejszą część żołnierzy do obsadzenia zbocza. Okazało się, że byli oni zbyt nieliczni, aby wystarczająco obsadzić pozycje (dominujący nad zboczem pagórek mogło obsadzić zaledwie kilku żołnierzy). Jeden z oficerów brytyjskich w tej sytuacji udał się do generała Colleya, aby ten posłał większe siły, ale nie został przyjęty (otrzymał tylko symboliczne posiłki w sile 5 żołnierzy). Większość żołnierzy brytyjskich zajęła się wypoczynkiem po nocnym marszu na wzgórze, spożywaniem posiłków itp.
Widząc ze szczytu cały obóz Burów Colley pozwolił, aby jego żołnierze krzyczeli i machali do nich. Ten kardynalny błąd spowodował utratę elementu zaskoczenia. 
Burowie natychmiast ruszyli w stronę góry prowadząc w trakcie natarcia celny ostrzał, pomimo znacznej odległości (na początku śmiertelnie ranny został jeden z brytyjskich dowódców) — zastosowali oni taktykę polegającą na tym, że starsi i chorzy ostrzeliwali Brytyjczyków, aby ci nie mogli obserwować zboczy, podczas gdy oddział szturmowy (180–200 osób) podkradał się do brytyjskich pozycji. 
Dzięki temu Burowie podeszli pod północny brzeg wzgórza, zajęli błyskawicznie dominujący pagórek i zaczęli zeń ostrzeliwać żołnierzy brytyjskich broniących zbocza. Celnie ostrzeliwani Brytyjczycy szybko wycofali się do reszty żołnierzy przy kamiennej grani na środku wzgórza. Burski oddział szturmowy zajął połowę wzgórza i zaczął ostrzeliwać Brytyjczyków przy grani.
Wtedy Colley nakazał na wpół ubranym i rozbudzonym żołnierzom sformować linię obronną wzdłuż grani. Celny ostrzał burski powodował coraz większe straty wśród Brytyjczyków, a propozycja ataku na bagnety zgłoszona przez jednego z młodszych oficerów brytyjskich nie została przyjęta; historycy przyjmują, że atak taki mógł wyprzeć Burów ze wzgórza, ponieważ byli oni blisko (Brytyjczycy mogli przy akceptowalnych stratach zdążyć dobiec), a poza tym Burowie nie podejmowali walki wręcz, a tylko przy takich atakach Brytyjczyków wycofywali się.
Celny ostrzał burski spowodował, że część żołnierzy brytyjskich nie wytrzymała i zaczęła uciekać ze wzgórza pociągając za sobą innych. Generał Colley bezskutecznie próbował opanować panikę, a następnie zginął od burskiego strzału. Nie wiadomo, kto był strzelcem — czasami pojawiają się sugestie, że był to najmłodszy z Burów (12-letni chłopiec) lub jeden z ich dowódców.
Anglicy stracili 92 zabitych, 134 rannych i 59 wziętych do niewoli. Straty Burów były znacznie mniejsze – zginęła tylko jedna osoba a pięć odniosło rany (jeden z rannych zmarł później).

## Konsekwencje
Burowie dowiedli, że pomimo tego, że nie są profesjonalną armią, to znajomością terenu oraz wyszkoleniem i motywacją mogą pokonać najpotężniejszą armię ówczesnego świata.